# The Deuce of Spades
The Deuce of Spades er en amerikansk stumfilm fra 1922 af Charles Ray.

## Medvirkende
- Charles Ray som Amos
- Peggy Prevost som Sally
- Lincoln Plumer som Elkhorn Jenkins
- Phil Dunham som Edwin Dobbs
- Andrew Arbuckle som Ed
- Dick Sutherland som Bouncer